# I''s
I''s (アイズ Aizu?) es una serie de manga escrita e ilustrada por Masakazu Katsura publicada en la revista Shōnen Jump entre los años 1997 y 2000. Ha sido publicado en español en varios países: en España por la Editorial Planeta DeAgostini, en Argentina por Ivrea y en México por Grupo Editorial Vid.
Además, fueron producidas dos miniseries de OVA basadas en la historia de este manga, From I''s con dos episodios y I''s Pure con seis. Ambas series fueron lanzadas en España por Jonu Media.
El título se debe a que los tres personajes principales tienen nombres que empiezan por la letra I.

## Argumento
La historia gira en torno a Ichitaka Seto, un tímido estudiante de secundaria que está enamorado de una compañera, Iori Yoshizuki. El primer acelerador de acontecimientos son las fotos de Iori en bañador que salen en una revista, gracias a las que toda la escuela se interesa en la joven, a quien toda esa situación le resulta agobiante. Ichitaka, que ya se sentía bastante lejos de ella, ahora ve mucho más difícil acercársele, ya que Iori ha desarrollado una actitud evasiva hacia los ahora muchos compañeros que están interesados románticamente en ella.
Aunque Iori se muestra amable y simpática cuando le toca preparar con Ichitaka un número para la fiesta de bienvenida a los nuevos alumnos del instituto, la situación empeora, porque, inconscientemente, Ichitaka se comporta de una manera distante, inaccesible y grosera con ella. Entre otras situaciones que se dan entre ellos, está la ocasión en que Ichitaka intenta dispersar una multitud de pervertidos que estaban espiando a Iori cuando ensayaba teatro, y todo el mundo acaba creyendo que era él el que gritaba obscenidades. 
A todo esto, cuando parecen llevarse un poco mejor, llega una aparición que hace que la progresión de la historia no sea lineal: Itsuki Akiba, amiga de la infancia de Ichitaka a la que prometió ser su novio. Esto no hace más que interrumpir los planes de Ichitaka, quien no se preocupa en lo absoluto por una muchacha que se toma tan en serio una promesa que le hizo de niños.
A partir de aquí la obra abarca, la mayor parte de las veces por separado, la relación de Ichitaka con Iori, que va mejorando a un ritmo constante, pero aún no es algo concreto; y la relación de este con Itsuki, mucho más estrecha, casi como de hermanos, y que sigue igual que cuando eran niños, excepto en los momentos en que más se le nota a Itsuki que está enamorada de Ichitaka, quien no parece percatarse de ello.

## Personajes
- Ichitaka Seto (瀬戸 一貴 Seto Ichitaka?); Seiyū: Kumi Sakuma (From I''s), Shiho Kawaragi (From I''s, niño), Kasumi Takane (From I''s, voz alterna) y Katsuhito Nomura (I''s Pure). Es un chico tímido de 16 años, que debido a problemas que ha tenido con las chicas desde pequeño, les tiene miedo. Por ello, suele mostrarse seco, en especial con la chica que más le gusta: Iori, pero lo hace sin darse cuenta ya que dice cosas que no desearía decir, pero lo hace solo hasta que empieza a tomar más confianza con ella, después, eso desaparece casi por completo. Tiende a tener un carácter agresivo/sorpresivo en el momento que en se siente atacado. Nacido un 3 de octubre.

- Iori Yoshizuki (葦月 伊織 Yoshizuki Iori?); Seiyū: Takahiro Sakurai (From I''s), Miho Yoshioka (From I''s, voz alterna) y Shizuka Itō (I''s Pure). Nacida el 21 de marzo de 1981 (tiene 16 años al comienzo de la historia). Iori es una chica bella, dulce y algo tímida, pero muy amigable. Mide 1,62 m (5′ 4″) y sus medidas son 86-57-87. Es bastante popular en el instituto, donde participa en el club de teatro (Wandako), pero será aún más popular con su aparición en traje de baño en la revista al principio de la historia. A raíz de esto, y superando algunos problemas por el camino, inicia una carrera como actriz y modelo, concorde avanza la historia Iori va desarrollando sentimientos hacia Ichitaka.

- Itsuki Akiba (秋葉 いつき Akiba Itsuki?); Seiyū: Tamaki Nakanishi (From I''s), Sayaka Isoyama (From I''s, voz alterna) y Asuka Nakase (I''s Pure). Es una grosera, salvaje e inconsciente, siendo casi lo opuesto a Iori, incluyendo su corto pelo rubio y su gusto por una ropa poco femenina. Itsuki e Ichitaka se conocen desde pequeños, siendo ella su soporte emocional desde entonces, en especial con sus problemas con las mujeres. Ella acaba de volver de unos años en América al comienzo de la historia, irrumpiendo en la vida de Ichitaka. Ahora es toda una mujercita, con un corazón tocado por Ichitaka.

## Contenido de la obra

### Manga
El manga fue publicado entre los números 19 de 1997 y 24 del 2000 de la revista Shōnen Jump, para luego ser compilada en 15 Tankōbon, en el 2005 fue editada de nuevo en 12 Kanzenban. En España por Planeta DeAgostini en 1999 en 30 volúmenes; luego re-editado en el 2003 en 15 volúmenes, igual que la versión original. Actualmente se edita, al igual que otras obras de renombre en el manga, en edición kanzenban, recopilando la serie en 12 tomos. En Argentina fue publicado por Editorial Ivrea en el 2001 y en México por el Grupo Editorial Vid en el 2003 en 30 volúmenes de la mitad del tamaño original.

### OVA

#### From I''s
From I"s ~Mō hitotsu no Natsu no Monogatari (フロムアイズ ～もうひとつの夏の物語～ Furon Aizu~ Mō hitotsu no Natsu no Monogatari?, Otra historia de verano de Iun"s) es la primera animación original basada en la obra, y consiste de dos episodios de treinta minutos, publicados originalmente el 9 de diciembre de 2002 y 19 de marzo de 2003, respectivamente. Fue producida por DigiCube y animada por Pierrot y Arms Corporation. La historia no es una adaptación del manga, sino una historia alterna situada en el primer verano de los protagonistas. Mientras Iori realiza un trabajo como modelo, Ichitaka decide ir a la playa.
| # | Título | Estreno                |
| - | --- | ---------------------- |
| 1 | «Otra historia de verano de I''s - Inicio» «Furom Aizu Mō hitotsu no natsu no monogatari - Senpen» (フロム アイズ もうひとつの夏の物語・前編) | 9 de diciembre de 2002 |
| 2 | «Otra historia de verano de I''s - Final» «Furom Aizu Mō hitotsu no natsu no monogatari - Kōhen» (フロム アイズ もうひとつの夏の物語・後編)   | 19 de marzo de 2003    |

#### I''s Pure
La segunda miniserie de OVA llamada I"s Pure (アイズピュア?), es una adaptación del manga en seis episodios, aunque solo incluye lo más importante y omite algunos personajes. Fue producida por Pierrot y animada por Arms Corporation. Fue publicada originalmente entre el 9 de diciembre del 2005 y el 23 de junio del 2006, aunque el 1 de noviembre del 2005 salió un DVD especial con entrevistas bocetos y otros extras.
| # | Título                                  | En español          | Estreno                |
| - | --------------------------------------- | ------------------- | ---------------------- |
| 1 | «au commencement» «Hajimari» (始まり)   | El comienzo         | 9 de diciembre de 2005 |
| 2 | «souvenir» «Kaisō» (回想)               | Recuerdo            | 27 de enero de 2006    |
| 3 | «adieu» «Wakare» (別れ)                 | Adiós               | 24 de febrero de 2006  |
| 4 | «vertige» «Memai» (めまい)              | Vértigo             | 24 de marzo de 2006    |
| 5 | «declaration d'amour» «Kokuhaku» (告白) | Declaración de amor | 26 de mayo de 2006     |
| 6 | «ensemble» «Issho ni» (一緒に)          | Juntos              | 23 de junio de 2006    |

### Novela ligera
La novela ligera I''s fue publicada por Shūeisha el 8 de octubre de 1998 y fue escrita por Sukehiro Tomita.  Esta cuenta una historia original, incluyendo dos personajes nuevos Isao Kanako (金子功 Kanako Isao?) y Asagi Kanako (朝霧可奈子 Asagi Kanako?).

### Videojuegos
El 9 de noviembre del 2006 fue lanzado un simulador de citas basado en la animación original I"s Pure, fue creado para PlayStation 2 por Takara Tomy. Además de este juego varios personajes aparecieron en Jump Ultimate Stars. Ninguno de los personajes de I"s luchan directamente, sino que sirven de apoyo a otros personajes.

### Banda sonora
Ambas animaciones originales tienen diferente banda sonora. From I"s no tiene tema de apertura y el tema de cierre es una música instrumental, esta banda sonora fue compuesta por Torsten Rasch. I"s Pure, como tema de apertura usa la canción "Futari no I"s~I will follow~" (二人のI"s(アイズ)~I will follow~?  Una pareja de I"s~te seguiré~) por Mizuho; asimismo, usa como tema de cierre la melodía "Chiisana Tsubasa~eyes for you~" (小さな翼~eyes for you~?  Pequeñas alas ~ojos para ti~), de la misma cantante; la música de fondo fue compuesta por Konishi Kayo y Yukio Kondō. Sobre la música de I"s Pure se compiló un CD llamado I"s Pure Original Soundtrack.

### Dorama
En septiembre de 2017 la cadena japonesa Sky Perfect TV anuncia que presentará un dorama de imagen real sobre el manga I"s, se comento que estaría grabándose de septiembre a diciembre de 2017 y que saldrá al aire durante el 2018 sin estimar o anunciar fecha exacta. En abril del 2018 dieron la noticia sobre los cinco actores que estarán interpretando a los personajes principales masculinos incluyendo el villano del manga, sin anunciar aún a las actrices femeninas que encabezan la historia.
| Intérprete     | Personaje         |
| -------------- | ----------------- |
| Amane Okayama  | Ichitaka Seto     |
| Ku Ijima       | Yasumasa Teratani |
| Yuki Ogoe      | Jun Koshinae      |
| Takashi Ukaji  | Hiromi Hanazono   |
| Keisuke Tomita | Mokichi Kida      |
| Atomu Mizuishi | Samejima          |